# 스트레이테너
스트레이테너(STRAIGHTENER)는 1998년에 결성한 일본의 밴드이다. 줄여서 '테너'라고도 불린다. 결성 당시인 1998년에는 보컬·기타와 드럼 2인조였지만, 나중에 베이스가 가입해 3인조로 활동하다 2008년에 기타가 가입했다. 2009년 7월에는 첫 내한 공연인 지산 밸리 록 페스티벌 참가에 맞춰 2009년 2월에 발매한 정규 음반 《Nexus》가 스트레이테너의 음반으로는 처음 한국에 발매됐다

## 음반 목록

### 정규 음반
- 2004년 《LOST WORLD'S ANTHOLOGY》
- 2005년 《TITLE》
- 2006년 《Dear Deadman》
- 2007년 《LINEAR》
- 2009년 《Nexus》
- 2010년 《CREATURES》
- 2011년 《STRAIGHTENER》
- 2014년 《Behind The Scene》
- 2016년 《COLD DISC》